# A Walk with Love and Death
A Walk with Love and Dead is een Amerikaanse dramafilm uit 1969 onder regie van John Huston. Het scenario is gebaseerd op de gelijknamige roman uit 1961 van de Nederlands-Amerikaanse auteur Hans Koning.

## Verhaal
De burgerstudent Héron de Foix verlaat de universiteit van Parijs en reist door Frankrijk, waar de Honderdjarige Oorlog woedt. Héron is getuige van gevechten tussen de Fransen en de Engelsen en ziet hoe de boeren in opstand komen tegen hun landheren. Hij leert Claudia kennen. Zij is de dochter van een adellijke landheer, wiens bezittingen door opstandige pachters zijn ingenomen. Héron brengt Claudia in veiligheid bij haar oom, die de zijde heeft gekozen van de muitelingen. Claudia wil zich op hem wreken, maar Héron praat haar om. Ze tijgen verder naar een klooster dat door soldaten wordt belegerd. De monniken vluchten weg, maar Héron en Claudia houden er hun bruiloft.

## Rolverdeling
| Acteur           | Personage              |
| ---------------- | ---------------------- |
| Anjelica Huston  | Claudia                |
| Assi Dayan       | Héron de Foix          |
| Anthony Higgins  | Robert de Loris        |
| John Hallam      | Sir Meles              |
| Robert Lang      | Leider van de pelgrims |
| Guy Deghy        | Priester               |
| Michael Gough    | Krankzinnige monnik    |
| George Murcell   | Kapitein               |
| Eileen Murphy    | Zigeunermeisje         |
| Anthony Nicholls | Vader-abt              |
| Joseph O'Conor   | Pierre de Saint-Jean   |
| John Huston      | Robert de Oudere       |
| John Franklyn    | Hoereerder             |
| Francis Heim     | Luitenant              |
| Melvyn Hayes     | Artiest                |
| Barry Keegan     | Boerenleider           |
| Nicholas Smith   | Pelgrim                |
| Antoinette Reuss | Kolenhandelaarster     |
| Gilles Ségal     | Artiest                |
| Med Hondo        | Artiest                |
| Luis Masson      | Artiest                |
| Eugen Ledebur    | Goudsmid               |
| Otto Dworak      | Herbergier             |
| Max Sulz         | Boer                   |
| John Veenenbos   | Monnik                 |
| Dieter Tressler  | Majordomus             |
| Paul Hör         | Boerenjongen           |
| Myra Malik       | Boerenmeisje           |
| Michael Baronne  | Soldaat                |
| Yvan Strogoff    | Soldaat                |